# Fritz Eduard Müller
Fritz Eduard Müller (* 1. August 1925 in Kattowitz; † 24. Mai 2020 in Witten) war ein deutscher Mediziner. Er war Gründungsmitglied und von 1971 bis 1974 Präsident der Deutschen Gesellschaft der Plastischen, Rekonstruktiven und Ästhetischen Chirurgen (DGPRÄC).

## Leben
Müller wurde im oberschlesischen Kattowitz geboren, seine Familie zog aber nach dem Ersten Weltkrieg nach Beuthen um. Dort besuchte er eine private Grundschule und das Gymnasium bis zum Abitur.
Im Zweiten Weltkrieg war Müller Fahnenjunker der militärischen Akademie der Luftwaffe und unter anderem als Sanitäter einer Fallschirmdivision an der Schlacht um Monte Cassino beteiligt. Von  1945 bis 1948 war Müller in Kriegsgefangenschaft in Ägypten und dort ebenfalls im Sanitätsdienst in einem britischen Militärkrankenhaus tätig.
Nach seiner Freilassung studierte Müller ab 1949 Zahnmedizin und Medizin an der Universität Bonn. Das Studium schloss er 1954 mit der Approbation und 1955 mit der Promotion in beiden Disziplinen ab. Ab 1956 erhielt Müller eine kieferchirurgische Ausbildung am Universitätsklinikum Bonn. Damit gehörte er zu den wenigen Kieferchirurgen, weil dafür zu dieser Zeit die Doppelapprobation notwendig war.
Bei einem Kongress in London erfuhr Müller 1959 vom Fortschritt der plastischen Chirurgie in England. Deshalb arbeitete und lernte er mit Stipendien des Deutschen Akademischen Austauschdiensts und der NATO von 1960 bis 1964 in verschiedenen Krankenhäusern in London, unter anderem bei Harold Gillies.
1964 kehrte er als Oberarzt der chirurgischen Klinik am Universitätsklinikum Bergmannsheil in Bochum nach Deutschland zurück mit dem Ziel eine eigene Abteilung für Brandverletzte nach englischem Vorbild aufzubauen. Zwei Jahre später wurde diese Abteilung mit ihm als Oberarzt eröffnet. 1976 habilitierte sich Müller. 1981 erhielt er eine Professur für plastische Chirurgie. Nach seiner Versetzung von der Klinik in den Ruhestand unterhielt er von 1990 bis 2005 noch eine Privatpraxis in Bochum.
Bereits im Oktober 1968 hatte Müller in Bochum ein internationales Verbrennungssymposium ausgerichtet, bei dem die Vereinigung der Deutschen Plastischen Chirurgen gegründet wurde. 1977 war er der deutsche Delegierte für die plastische Chirurgie in der Europäischen Vereinigung der Fachärzte. 1979 erreichte Müller die Anerkennung der DGPRÄC durch die International Confederation of Plastic and Reconstructive Surgery bei deren Weltkongress in Rio de Janeiro.
Müller war seit 1963 mit seiner Ehefrau Jessica verheiratet.

## Mitgliedschaften (Auswahl)
- DGPRÄC (Gründungsmitglied und Präsident 1971–1974)
- Deutschsprachige Arbeitsgemeinschaft für Verbrennungen (Gründungsmitglied)
- Vereinigung der Deutschen Ästhetisch-Plastischen Chirurgen
- International Society for Burn Injuries

## Veröffentlichungen (Auswahl)
- 1977–1983: mit Rudolf Zellner Herausgeber der Zeitschrift Plastische Chirurgie
- Die Infektion der Brandwunde. Springer, 1979, ISBN 978-3-540-09354-1 (Habilitationsschrift).

## Auszeichnungen
- 1992: Ehrenmitgliedschaft in der DGPRÄC
- 1999: G. Whitaker International Burns Prize
- 2001: Verleihung des Bundesverdienstkreuz 1. Klasse durch Ernst-Otto Stüber
- 2009: Dieffenbach-Medaille der DGPRÄC